# Горго-аль-Монтікано
Горго-аль-Монтікано, Ґорґо-аль-Монтікано (італ. Gorgo al Monticano, вен. Gorgo al Montican) — муніципалітет в Італії, у регіоні Венето, провінція Тревізо.
Горго-аль-Монтікано розташоване на відстані близько 430 км на північ від Рима, 39 км на північний схід від Венеції, 27 км на схід від Тревізо.
Населення — 4220 осіб (2014).

## Демографія
Населення за роками:

Станом на 1 січня 2023 року в муніципалітеті офіційно проживало 496 іноземців з 28 країн, серед них 233 громадяни країн Євросоюзу та 20 громадян України.

## Сусідні муніципалітети
- К'ярано
- Мансуе
- Медуна-ді-Лівенца
- Мотта-ді-Лівенца
- Одерцо
- Пазіано-ді-Порденоне